# Murzynowo-Łomno
Murzynowo-Łomno (do 2009 Łomno, niem. Mittelbusch) – kolonia w Polsce położona w województwie lubuskim, w powiecie międzyrzeckim, w gminie Skwierzyna.
W latach 1975–1998 miejscowość administracyjnie należała do województwa gorzowskiego.